# Aeroportul Jolo
Aeroportul Jolo (IATA: JOL, ICAO: RPMJ) este un aeroport din Jolo⁠(d), Sulu⁠(d), Bangsamoro⁠(d), Filipine ce deservește zona Jolo⁠(d). Aeroportul a fost tranzitat în 2022 de 2.484 de pasageri. A fost numit după zona deservită.
Situat la o altitudine de 36 m, aeroportul dispune de o singură pistă. Este operat de Civil Aviation Authority of the Philippines⁠(d).